# Sphacelotheca erythraeensis
Sphacelotheca erythraeensis är en svampart som först beskrevs av Syd. & P. Syd., och fick sitt nu gällande namn av G.P. Clinton 1939. Sphacelotheca erythraeensis ingår i släktet Sphacelotheca och familjen Microbotryaceae.   Inga underarter finns listade i Catalogue of Life.